# Burns Lake
Burns Lake est un village de la Colombie-Britannique située dans le district régional de Bulkley-Nechako.

## Population
- 1 779 (recensement de 2016)[1]
- 2 029 (recensement de 2011)
- 2 107 (recensement de 2006)[2]
- 1 947 (recensement de 2001)